# Иван Рангер
Иван Крститељ Рангер (Геценс код Инзбрукa, Тирол 19. јун 1700 — Лепоглава 27. јануар 1753) је био барокни фреско сликар, аустријског поријекла који је већи део свог живота провео у Хрватској.

## Биографија
О најбољем сликару хрватских павлина мало се зна, зна се да је заређен као лаик врло касно тек 1734. године. Вероватно година 1734. није година почетка његове сарадње с павлинима, а још се мање зна о датуму његова доласка у Хрватску у којој је изгледа проживео половину својег живота. Почео је да слика врло млад у сликарским радионицама северне Италије и јужне Аустрије.
Почеци његовог рада у Хрватској још увек су нејасни, постоје индиције да је већ око 1726. сарађивао са старијим павлинским сликаром — лаиком Фрањом Бобићем (†1728) у осликавању цркве Марије Корушке крај Крижеваца.
Године 1731, осликао је капелу Св. Ивана Крститеља на Горици Лепоглавској. То је за сада по стилским својствима најстарије сигурно Рангерово сачувано и датирано дело у Хрватској.
У Реметама је осликао Цркву Мајке Божије Реметске, али су осликани сводови у потресима урушени, а капела Мајке Божије Реметске уз цркву порушена.
Међу његове најбоље радове спадају и фреске у Цркви Св. Јеронима у Штригови, на крајњем северозападном делу Међимурја.